# Гаврічков Олексій Олексійович
Гаврічков Олексій Олексійович (рос. Гавричков Алексей Алексеевич; 22 квітня, 1937, Москва, РРФСР — 16 серпня, 2003) — російський художник-графік, архітектор, викладач. Науковий ступінь доктора архітектури (1989 р.). Заслужений діяч мистецтв Російської Федерації (1998 р.).

## Життєпис
Родина 1937 року перебралася в Ленінград. В 1953—1955 рр. опановував графіку і малюнок в художній студії під керівництвом Г. Я. Длугача. 1955-1961 рр. — навчався в Художньому інституті живопису, скульптури і архітектури імені Рєпіна в Ленінграді, архітектурний факультет, майстерня А. К. Барутчева. Закінчив аспірантуру при тому ж навчальному закладі. З 1963 року — викладач в Художньому інституті живопису, скульптури і архітектури імені Рєпіна в Ленінграді. З 1965 року — член Союзу архітекторів Росії. Серед архітектурних проектів митця — генеральний проект забудови Нового Петергофу і парк навколо Піскарьовського меморіального цвинтаря.
Відвідував художні виставки і не покидав малювання. З 1970 року — сам почав брати участь в художніх виставках і отримав перше визнання як художник-графік. З 1979 р. — член Союзу художників СРСР, секція графіки. З 1989 р. — отримав науковий ступінь доктора архітектури. Мав низку прижиттєвих персональних виставок. Графічні твори митця придбані низкою закордонних і вітчизняних приватних і державних музеїв, серед яких Петербурзька Академія мистецтв, Російська Національна бібліотека, Державний Російський музей, Державний музей історії Петербурга тощо.
Був одружений. Дружина — художник-графік і архітектор. Син Михайло Гаврічков — графік.

## Художня манера
Митець полюбляв техніку офорта і артистично використовував художні можливості тонкої, гнучкої лінії. В його графічних аркушах — присутній милий художнику світ творів талановитих ремісників і митців-попередників, чим би вони не займались (серія «Вологодське мереживо», серія «Виставка Пітера Пауля Рубенса», серія «Виставка карет»). Архітектурна освіта художника-графіка відбилась в непересічній зацікавленості до краєвидів різних міст, до окремих споруд-шедеврів. Ця зацікавленість однаково поважна як до руїн (серія «Херсонес», «Римські руїни»), так і до уславлених споруд чи відомих туристичних об'єктів («Олександро-Невська лавра», «Зали Ермітажу», «Флоренція, краєвид», «Прага», «Годинник „Маври“. Венеція»). Але це не фотографічне відтворення, а фантазійне і творче поєднання реального з уявним, світлих спогадів художника, враженого талановитими творами та прощанням з ними. Гаврічков відрізнявся незвичним зором на популярні об'єкти, котрі дивували глядачів то несподіваним ракурсом, то вдало поданим фрагментом, то комбінацією декількох музейних речей різних стилів. При цьому не виникало враження еклектики, еклектично-хаотичного поєднання різних за характером творів. Погляд митця в графічних аркушах був елегічним і світлим, як вдячна пам'ять. Чорно-біла манера не заважала широкому діапазону художніх засобів — від психологічно напруженої лінеарності флорентійських малювальників («Флоренція, краєвид») до розкутої живописності (аркуш «Венеція»).

## Графічні серії
- «Вікна музею»
- «По містах країни»
- «Херсонес»
- «Музика»
- «Вологодське мереживо»
- «Олександро-Невська лавра»
- «Зали Ермітажу»
- «Виставки»
- «Моя Академія»
- «Мій Петербург»
- «Вічність»

## Вибрані офорти О.О.Гаврічкова
- «Крим», суха голка, 1973
- Каплиця Боїмів, Львів, суха голка, 1973
- «Петропавлівська фортеця», суха голка, 1973
- «Ісаакіївський собор», суха голка, 1973
- «В залах Ермітажу», 1973
- «Смоленськ», серія «По містам країни СРСР», 1974
- «Херсонес», серія «По містам країни СРСР», 1974
- «Алупка», офорт, серія «По містам країни СРСР»
- «Троянди», серія «Натюрморти», 1974
- «Віоли і клавесин», серія «Музика», 1974
- «Натюрморт. Вази», серія «Натюрморти», 1974
- «Портал», серія «Музика», 1974
- «Даймище», 1975, серія «В селі»
- «Зима», офорт 1975
- «Острови», серія «Дача», 1975 (на обрії силует міста Виборг)
- «Старовинні годинники», серія «Виставки», 1975
- «Виставка карет», серія «Виставки», 1975
- «Олімпія», серія «Греція», 1976
- «Риби», серія «Греція», 1976 (комбінація натюрморту й краєвиду з островом)
- «В старовинному парку», серія «В ленінградських парках», 1977
- «Виставка Пітера Пауля Рубенса», (в Ермітажі), 1977
- «Бароко. Прага», серія «Бароко», 1978
- «Римські руїни», 1980
- «Флоренція, краєвид», 1980
- «Санта-Марія-дель-Фйоре. Купол»
- Флоренція, серія «Моя Італія», 1980
- «Маври» (міський годинник в Венеції), 1980
- «Олександрійський стовп»
- «Бароко»
- «Прага»
- «Гондоли»
- «Острови»
- «Старий парк»
- «Троянди»
- «Концерт»
- «Дача»
- «Пейзаж з хлопцем-рибалкою»
- «Венеція»
- «Карета тріумфальна»

## Вибрані екслібриси роботи О.О.Гаврічкова
- екслібрис А. Л. Пуніна, 1981
- екслібрис Н. М. Натаревича, 1981
- екслібрис П. П. Щербініна «Центр Костроми», 1981
- екслібрис П. П. Щербініна «Музей дерев'яної архітектури», 1981
- екслібрис П. П. Щербініна «Іпатівський монастир», 1981
- екслібрис родини Альошиних, 1981
- екслібрис бібліотеки камерного оркестру м. Ярославль, 1981
- екслібрис С. Б. Олексієвої, 1981
- екслібрис С. Н. Утенко, 1981
- екслібрис В, Н. Баташкової, 1981
- екслібрис віцеканцлера США Деніела Фріда, 1981